# Tinjacá

Localização de Tinjaca no departamento de Boyacá.

Tinjaca é um município no departamento de Boyacá, na Colômbia.